# Domanowo (gmina)
Domanowo – dawna gmina wiejska istniejąca do ok. 1920 roku i następnie w latach 192?–1934 i 1952–1954 w woj. białostockim (dzisiejsze woj. podlaskie). Siedzibą gminy było Domanowo.
W okresie międzywojennym gmina Domanowo należała do powiatu bielskiego w woj. białostockim. Gmina występuje w pierwszym wykazie gmin powiatu (ok. 1919), natomiast w drugim, uzupełnionym (1921) już jej nie ma. Jednostka pojawia się ponownie w wykazie gmin z 1924 roku. Gminę zniesiono ostatecznie z dniem 1 października 1934 roku, a z jej obszaru utworzono nową gminę Brańsk.
Gminę reaktywowano 1 lipca 1952 roku w tymże powiecie i województwie z części gmin Brańsk i Wyszki. W dniu powołania gmina składała się z 10 gromad.
Gmina została zniesiona 29 września 1954 roku wraz z reformą wprowadzającą gromady w miejsce gmin. Jednostki nie przywrócono 1 stycznia 1973 roku po reaktywowaniu gmin.

## Demografia
Według Powszechnego Spisu Ludności z 1921 roku gminę zamieszkiwało 2734 osób, wśród których 2.651 było wyznania rzymskokatolickiego, 60 prawosławnego, 22 mojżeszowego i jeden greckokatolickiego. Jednocześnie 2703 mieszkańców zadeklarowało polską przynależność narodową, 15 białoruską, 23 rosyjską a 14 żydowską. Było tu 915 budynków mieszkalnych.